# 女王宫

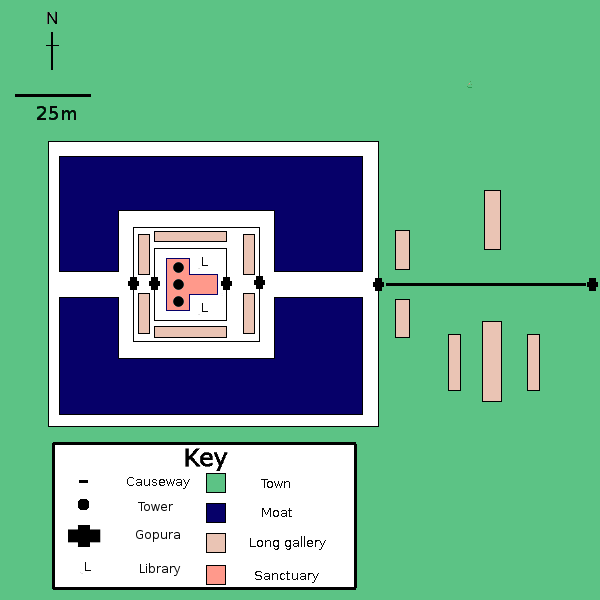
女王宫平面图

女王宮（發音：[ɓɑntiəj srəj]，即「女人的城堡」之意），又譯為班迭斯雷、女皇宮、班蒂斯蕾，是位於柬埔寨大吳哥東北約21公里荔枝山（Phnom Dei）旁的一座印度教寺廟，供奉著婆羅門教三大天神之一的濕婆。建於967年的羅貞陀羅跋摩二世（Rajendravarman）王朝，而於1002年的阇耶跋摩五世（Jayavarman V）王朝完成。
該寺以朱色砂岩構成，充滿精緻的浮雕，有「吳哥藝術寶石」之稱。規模與尺寸較其它吳哥古跡的建築為小，一般認為即是「女人的城堡」之名稱由來。

## 历史
据碑文所载，女王宫始建于公元967年，于吴哥王朝阇耶跋摩五世统治时期建成，原名“湿婆宫”，三座塔殿正中一座供奉的就是湿婆神。
女王宫坐西朝东，长200米，宽约100 米，内外有3层红砂石砌成的围墙，从大门到中门约50米，大道两旁竖立着两排对称的2米多高的朱红石柱。第二道围墙正东有3 个石拱门，中门两侧各有一根竹节状石柱和一根镂花石柱，上面是一个山形门眉，刻有许多武士像，描述的是一个有关战争的故事。第三道围墙正东也是3个拱门，中间拱门也有镂花门柱和双层山形门眉。拱门之间有两扇窗户，每扇窗上嵌有5根竹节状的窗棂。
石门里是女王宫的中心部分，三座朱红色的钟形寺塔由一条巨大的石基连接在一起，两面有对称的配殿，还有石台石屏，所有建筑都雕刻着各种图案和画饰。三座并列的寺塔建在1米多高的台基上，每座塔的东、南、北各有1门，门高仅有1.2米，门上有7头那迦蛇翘首警戒，所有朝圣者必须弯腰屈膝才能入内。每个门前都有石雕守护神一对，两侧墙上都有手持长矛的武士及身饰璎珞的仙女浮雕。
三座钟形寺塔中，中间一座最高，约10米，里面供奉着湿婆神，南面一座供奉的是梵天神，北面一座供奉的是毗湿奴神。寺塔高5层，每层都饰有各种神鬼罗刹雕像，形态各异。塔基及两侧的神龛和门楼上，也是千姿百态的浮雕，内容大多是记载古代高棉人民的生活情景和抵御外族侵略的战斗场面。在中间寺塔右侧的一座巨大的神龛上，完整地保留着一幅石雕“战象图”。这幅图把当时高棉人民抗击外族侵略的战斗场面再现在石壁上。寺塔各层门前都有一对守护狮石雕，右手持兵器，左手按在跪地的左膝盖上，右腿半蹲式。头部有的像猛兽，有的似鬼怪，外形彪悍勇猛，是婆罗门教三大神主的守卫者。

### 建造者和建造目的

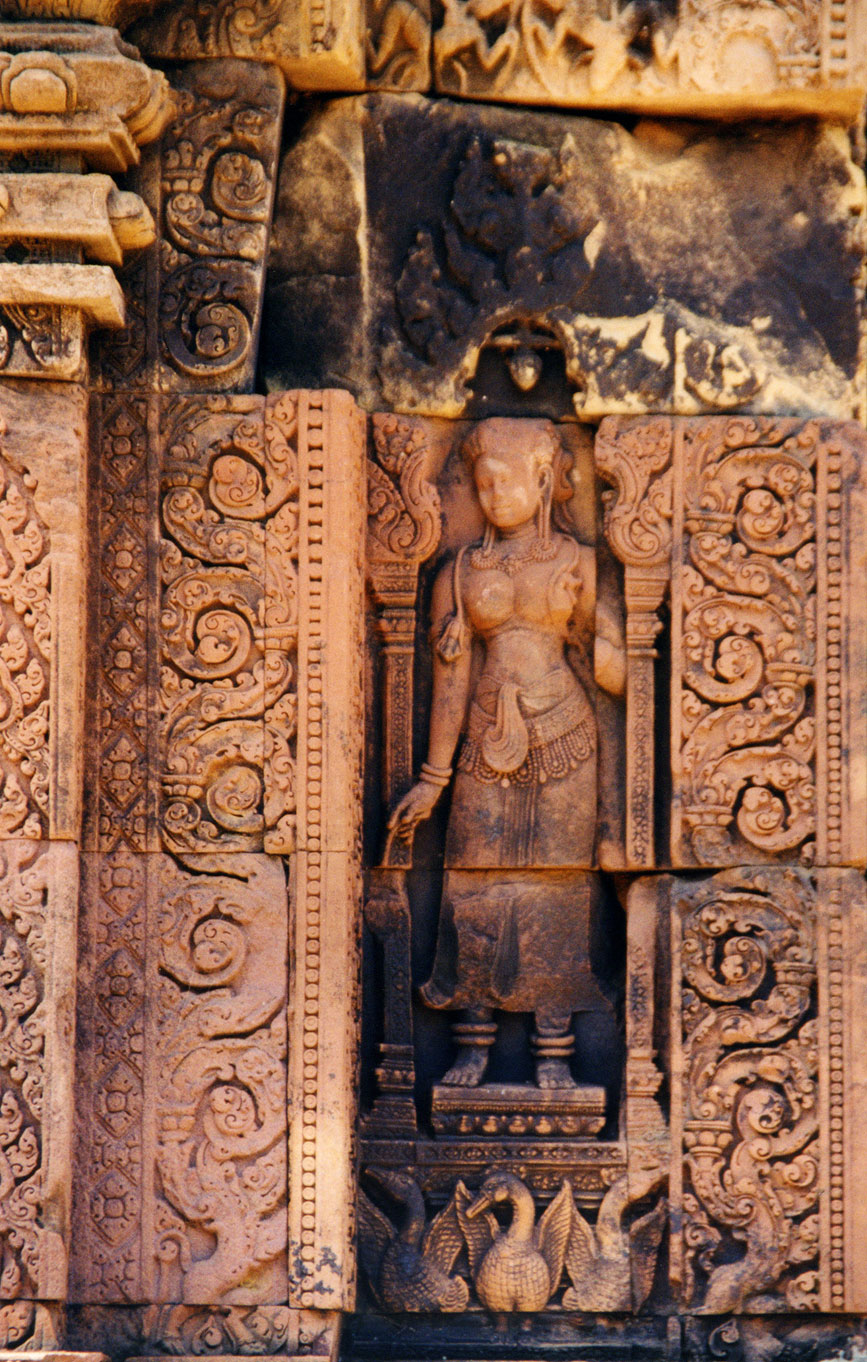
女王宫浮雕上的女神

建成于公元967年的女王宫是当时吴哥唯一非国王所建的主要庙宇。它的建造者是羅真陀羅跋摩国王的一位大臣Yajnavaraha。根据奠基石的记载，Yajnyavaraha既是一位学者也是一名慈善家，救助人民于病痛、冤屈或贫苦。 庙宇的周围原来是一个名叫Isvarapura的市镇。
女王宫主要供奉印度教的湿婆神，原名 Tribhuvanamahesvara — 三重世界的主宰 — 即它供奉的主神湿婆。 然而现在女王宫的建筑看来分为两部分：东西轴以南的部分供奉湿婆，而以北的建筑供奉毗湿奴。
庙宇现在的名字“女王宫”可能来自于建筑墙面装饰的精致浮雕及建筑规模的小巧。有人也猜测此名得自浮雕上的女神。

### 扩建和改造
女王宫于11世纪被进一步扩建和改造。在某种程度上国王主宰了改造工程；根据一段12世纪的铭文记载，女王宫被赐予僧侣 Divarakapandita 并供奉湿婆。 迟至14世纪以后它才被遗弃。

### 重建
直至1914年女王宫才被西方人发现。1923年法国作家马尔罗从女王宫偷走了四件女神像，案件轰动一时。马尔罗很快被逮捕，失窃的女神像也随即被送回柬埔寨。此事件激起了人们对女王宫的兴趣，随后清理了女王宫的建筑，在1930年代对女王宫的修复中原物归位法也首次在重大工程上派上用场。人们起初根据女王宫的精致浮雕猜测其建筑时间较晚，1936年发现了奠基石之后才推翻此假设。2000年至2003年，为了防止雨水浸蚀，柬埔寨和瑞士合作的女王宫保护工程给建筑安装了排水系统。人们还采取了一些措施防止建筑被周围的树木破坏。然而女王宫一直不幸地蒙受文物盗窃的破坏。20世纪末柬埔寨当局移走了一些雕像原件而用复制品替代，盗贼们就将目标转移到复制品上。女王宫的一件湿婆及其女性化身乌玛的雕像被移至金边的国家博物馆保护，却在博物馆内遭到破坏。

## 建筑材料和风格

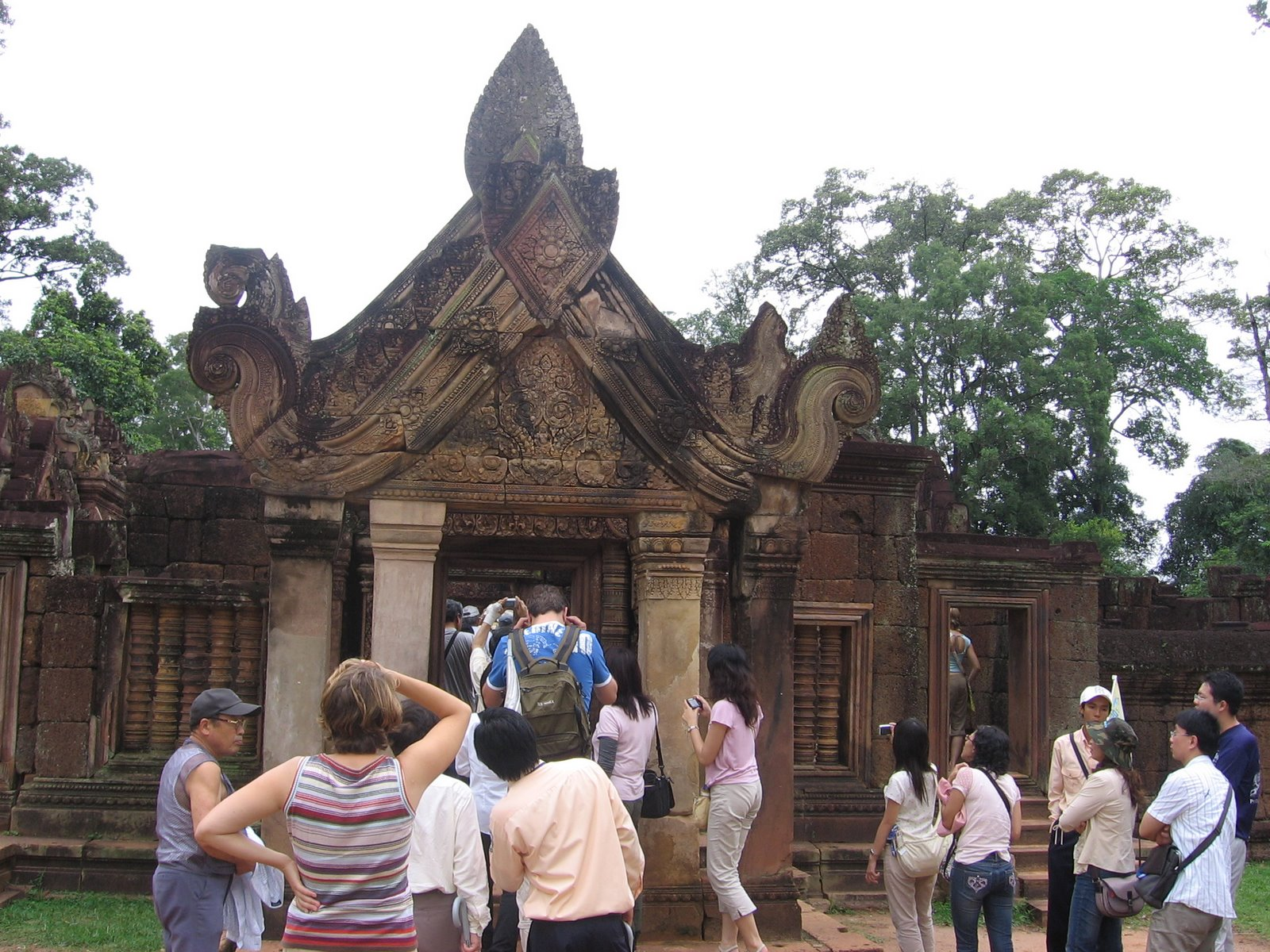
女王宮的瞿布罗

女王宫大量使用红色砂岩作为的建筑材料，这种材料可以被像木头一样雕刻。砖和铁矾土只是用于围墙和一些结构元素。最为知名的是其精致的砂岩楣石和山形墙。
山形墙跨立于四方形的门框之上。女王宫的山形墙比起门框来显得特别大，气势磅礴。在高棉建筑史上，女王宫第一次将神话故事雕刻在山形墙上。楣石横跨两根门柱之间，一些用于支撑上面的结构，一些则纯粹为了装饰。女王宫的楣石上均饰有精致的浮雕，足以和神牛寺的9世纪雕刻匹敌。
值得细看的浮雕包括呲牙裂齿的怪兽卡拉（时间的象征）、庙宇的卫兵、女神和飞天、假门假窗等等。 实际上浮雕几乎装饰着建筑的每一寸表面。

## 建筑布局

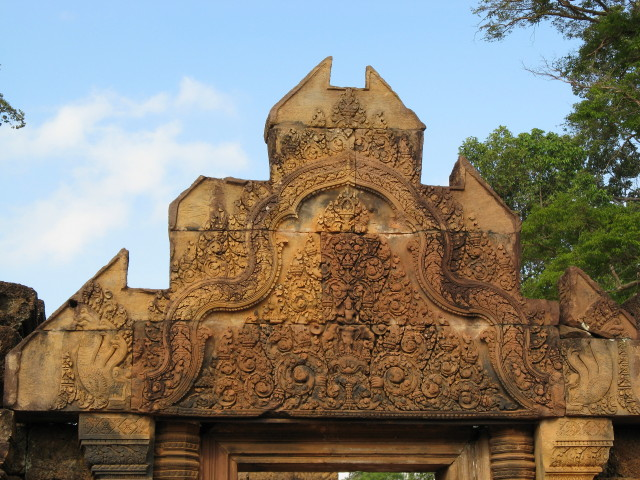
大门的山形墙

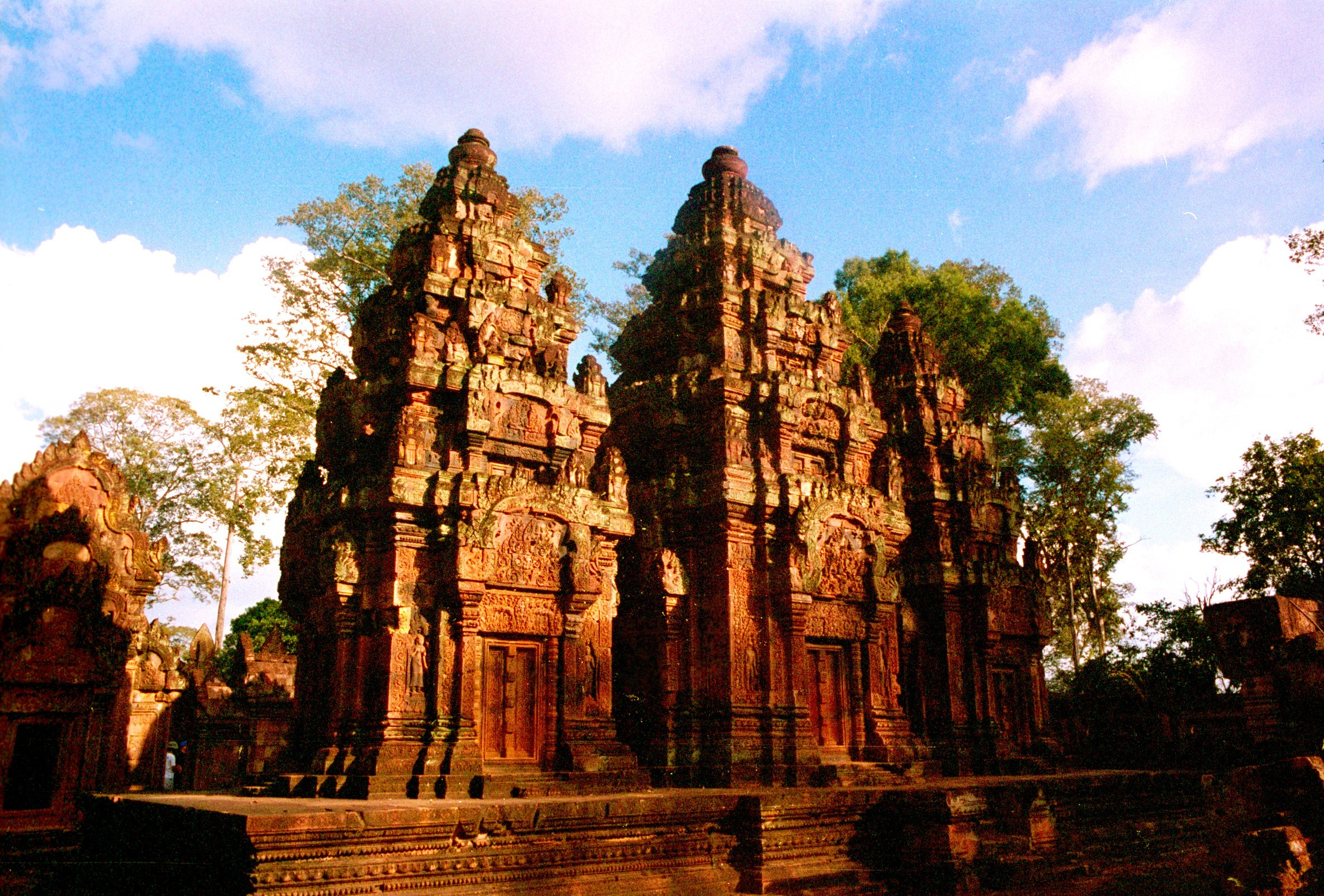
女王宫宝塔

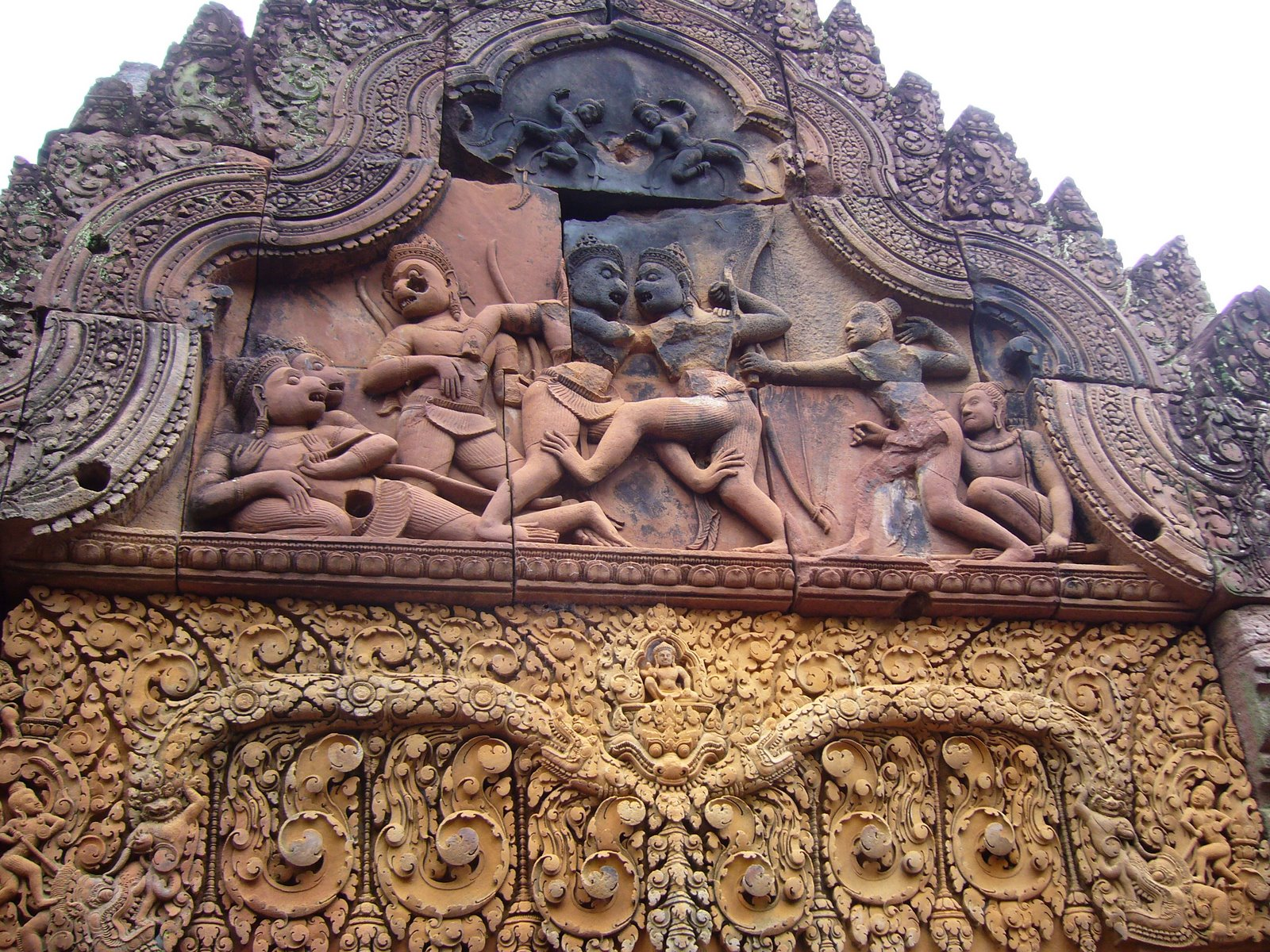
须羯哩婆杀死其兄波林

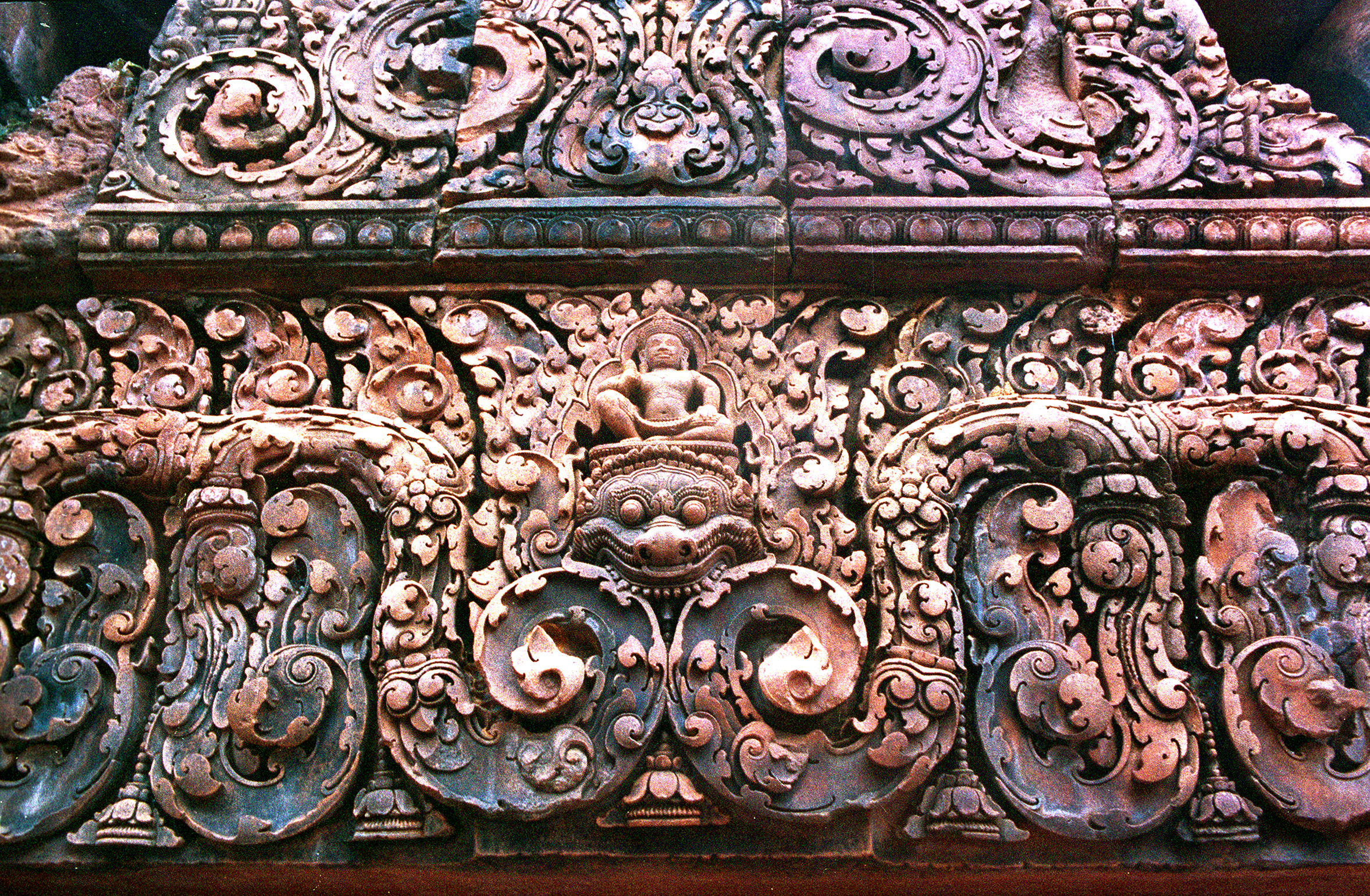
女王宫浮雕

女王宫和多数高棉庙宇一样面朝东方。踏入最东边的瞿布罗（拱门，Gopura），便可见一条67米长的铺道一直通向女王宫的主建筑群。主建筑群由三层院落（Enclosure）围成。神庙在最内层的院落内，神庙的东北方和东南方有两座通常称为图书馆的小型建筑。

### 大门

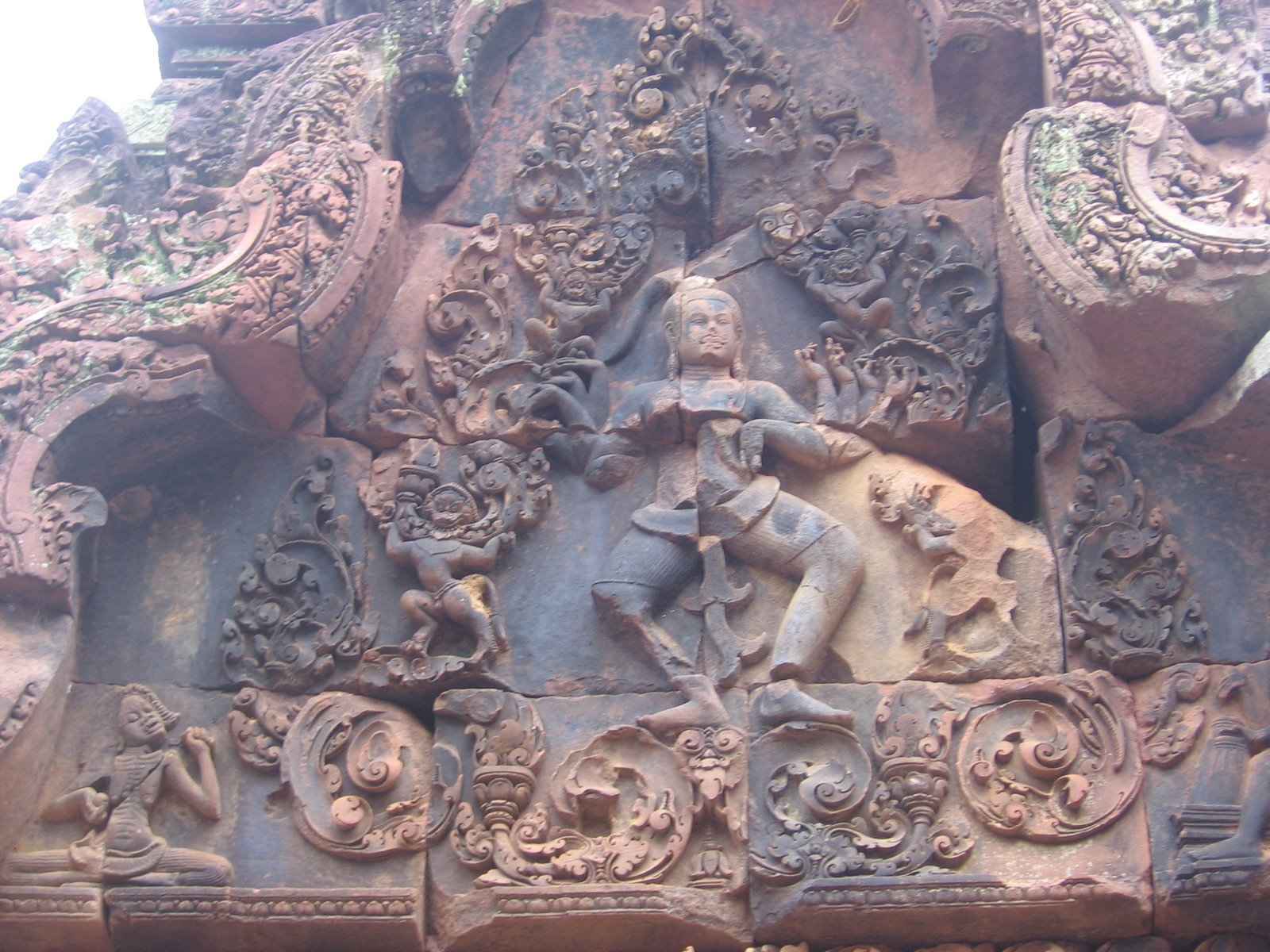
跳著破壞之舞的濕婆神，左下角為容貌因之變醜的女子

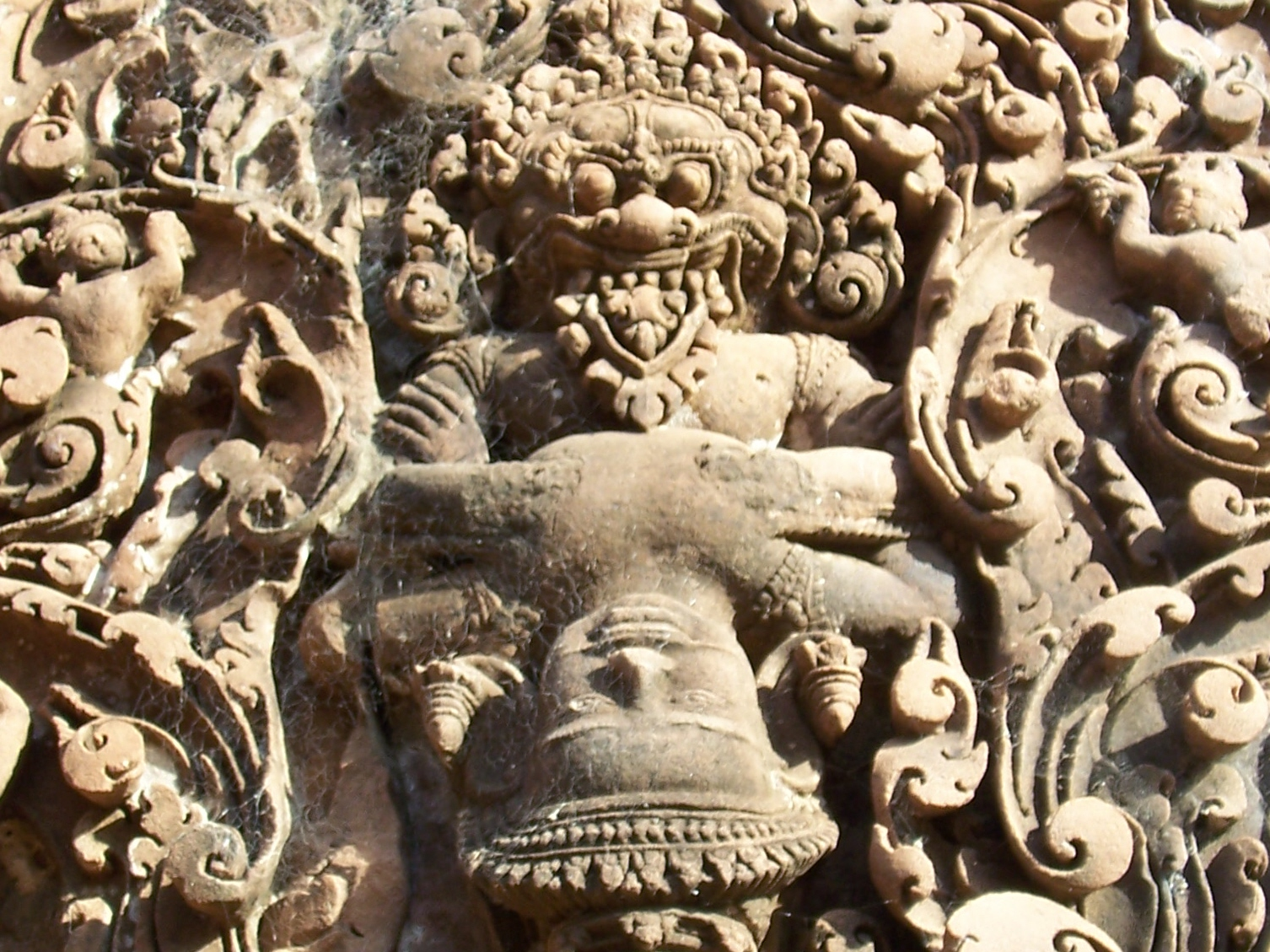
那罗希摩撕开魔王希兰亚卡西普的胸膛

女王宫原本在现存的三层院落之外，另有一道围墙将神庙与市镇相隔。这道外层的围墙现在仅存拱门（即最东边的瞿布罗），原来可能用木材建成。人们认为按照这道围墙计算，女王宫的面积约500平方米。大门的山形墙上雕刻着印度教中守护东方的因陀罗——他端坐于长着三个头的白象之上。
第三层院落东西长110米、南北宽95米，由铁矾土建成，东西轴的两端分别开了两道瞿布罗。 两道瞿布罗的山形墙均已不在原位。西瞿布罗的山形墙现由巴黎的吉美国立亚洲艺术博物馆收藏，描绘了印度史诗《摩诃婆罗多》中阿修罗孙陀（Sunda）和乌普孙陀（Upasunda）两兄弟争夺飞天提络塔玛（Tilottama）的故事。东瞿布罗的山形墙散落在地上，描绘了印度史诗《罗摩衍那》中恶魔掠走罗摩的妻子悉达的故事。 院落内的壕沟被铺道沿东西轴切为南北两半，环绕着第二层院落。

### 第二层院落
第二层院落的外围是一道东西长42米、南北宽38米的铁矾土围墙，内围是一道边长24米的正方形砖墙，外围墙的东西轴开有两道瞿布罗。外墙西瞿布罗的山形墙上雕刻着罗摩帮助猴王须羯哩婆杀死其兄波林的故事。内墙已经坍塌，仅剩东边的瞿布罗和西边的一座砖砌神殿；东边瞿布罗山形墙上外侧（朝东一面）雕刻着舞蹈的湿婆，内侧则是难近母。院落里又有一圈铁矾土的走廊，现在已经断续地坍塌。走廊的其中一片浮雕描绘了狮面人那罗辛诃撕开魔王希兰亚卡西普胸膛的场景。

## 外部連結
- APSARA Authority. Banteay Srei（页面存档备份，存于）